# IC 2584
IC 2584 — галактика типу S0 (спіральна галактика) у сузір'ї Насос.
Цей об'єкт міститься в оригінальній редакції індексного каталогу.